# Liste des produits faisant l'objet d'une organisation commune des marchés
Liste figurant à l'annexe 1 du Traité instituant la Communauté européenne, en application de l'article 32 du Traité, dans le cadre de la politique agricole commune (PAC).
Numéros de la nomenclature de Bruxelles :	Désignation des produits
- Chapitre 1 :	Animaux vivants
- Chapitre 2 :	Viandes et abats comestibles
- Chapitre 3 :	Poissons, crustacés et mollusques
- Chapitre 4 :	Lait et produits de la laiterie; œufs d'oiseaux; miel naturel
- Chapitre 5	
  - 05.04 :	Boyaux, vessies et estomacs d'animaux, entiers ou en morceaux, autres que ceux de poissons
  - 05.15 :	Produits d'origine animale, non dénommés ni compris ailleurs; animaux morts des chapitres 1 ou 3, impropres à la consommation humaine
- Chapitre 6 :	Plantes vivantes et produits de la floriculture
- Chapitre 7 :	Légumes, plantes, racines et tubercules alimentaires
- Chapitre 8 :	Fruits comestibles ; écorces d'agrumes et de melons
- Chapitre 9 :	Café, thé et épices, à l'exclusion du maté (no 09.03)
- Chapitre 10 :	Céréales
- Chapitre 11 :	Produits de la minoterie; malt ; amidons et fécules ; gluten ; inuline
- Chapitre 12 :	Graines et fruits oléagineux ; graines, semences et fruits divers ; plantes industrielles et médicinales ; pailles et fourrages
- Chapitre 13	
  - ex 13.03 :	Pectine
- Chapitre 15	
  - 15.01 :	Saindoux et autres graisses de porc pressées ou fondues; graisse de volailles pressée ou fondue
  - 15.02 :	Suifs (des espèces bovine, ovine et caprine) bruts ou fondus, y compris les suifs dits « premiers jus »
  - 15.03 :	Stéarine solaire; oléo-stéarine ; huile de saindoux et oléo-margarine non émulsionnée, sans mélange ni aucune préparation
  - 15.04 :	Graisses et huiles de poissons et de mammifères marins même raffinées
  - 15.07 :	Huiles végétales fixes, fluides ou concrètes, brutes, épurées ou raffinées
  - 15.12 :	Graisses et huiles animales ou végétales hydrogénées, même raffinées mais non préparées
  - 15.13 :	Margarine, simili-saindoux et autres graisses alimentaires préparées
  - 15.17 :	Résidus provenant du traitement des corps gras ou de cires animales ou végétales
- Chapitre 16 :	Préparations de viandes, de poissons, de crustacés et de mollusques
- Chapitre 17	
  - 17.01 :	Sucres de betterave et de canne, à l'état solide
  - 17.02 :	Autres sucres; sirops; succédanés du miel, même mélangés de miel naturel; sucres et mélasses caramélisés
  - 17.03 :	Mélasses, même décolorées
  - 17.05 :	Sucres, sirops et mélasses aromatisés ou additionnés de colorants (y compris le sucre vanillé ou vanilliné), à l'exception des jus de fruits additionnés de sucre en toutes proportions
- Chapitre 18	
  - 18.01 :	Cacao en fèves et brisures de fèves, brutes ou torréfiées
  - 18.02 :	Coques, pelures, pellicules et déchets de cacao
- Chapitre 20 :	Préparations de légumes, de plantes potagères, de fruits et d'autres plantes ou parties de plantes
- Chapitre 22	
  - 22.04 :Moûts de raisins partiellement fermentés, même mutés autrement qu'à l'alcool
  - 22.05 :	Vins de raisins frais; moûts de raisins frais mutés à l'alcool (y compris les mistelles)
  - 22.07 :	Cidre, poiré, hydromel et autres boissons fermentées
  - ex 22.09 :	Alcool éthylique, dénaturé ou non, de tous titres, et obtenu à partir de produits agricoles figurant à l'annexe I du Traité, à l'exclusion des eaux-de-vie, liqueurs et autres boissons spiritueuses, préparations alcooliques composées (dites «extraits concentrés») pour la fabrication de boissons
  - 22.10 :	Vinaigres comestibles et leurs succédanés comestibles
- Chapitre 23 :	Résidus et déchets des industries alimentaires; aliments préparés pour animaux
- Chapitre 24	
  - 24.01 :	Tabacs bruts ou non fabriqués; déchets de tabac
- Chapitre 45	
  - 45.01 :	Liège naturel brut et déchets de liège ; liège concassé, granulé ou pulvérisé
- Chapitre 54	
  - 54.01 :	Lin brut, roui, teillé, peigné, ou autrement traité, mais non filé ; étoupes et déchets (y compris les effilochés)
- Chapitre 57	
  - 57.01 :	Chanvre (Cannabis sativa) brut, roui, teillé, peigné ou autrement traité, mais non filé; étoupes et déchets (y compris les effilochés)